# 岡田義平
岡田 義平（おかだ ぎへい、文化6年（1809年） - 慶応元年6月7日（1865年7月29日））は、江戸時代末期の土佐藩郷士・足軽格。初名は嘉平太。儀平とも。名を宜之。郷士ながら足軽という身分を買い、兵役をつとめた。妻は里江。子には長男・岡田以蔵、次男に岡田啓吉らがいる。

## 略歴
土佐国、香美郡神通寺・郷士田所家の次男として生まれるが、のち男児に恵まれなかった岡田家に養子として入り、岡田姓を継ぐ。文政6年（1823年）4月に岡田家当主となる。青年期、一時高知城下へ単身で移り、足軽の公募に乗じて兵役を務めた。武芸を鍛錬し、とくに槍術に長けたという。その後、組頭・森田治右衛門に仕え四人扶持の禄を得て生計を立てる。結婚後は江ノ口村に住み、土佐藩家老・桐間将監下の家老足軽格として勤め、天保9年（1838年）に長男以蔵を授かったという。
その折、幼き日の以蔵が江ノ口村・七軒町に住んでいたことから七以と呼ばれていたことは有名である。
後に、現在の高知県・桜井町にあたる北新町へ移住。嘉永年間には、土佐沖の黒船来航に備えるための藩の防備要員として借り出されている。
父同様、足軽の身分を継いだ長男の以蔵は、幕末の歴史上名高い剣客として活躍。京の都で天誅と称される謀殺計画の遂行や、坂本龍馬の斡旋を受け当代の要人警護を務めるなどし、のちに田中新兵衛と並び人斬り以蔵の異名をとったことで知られた。
郷士・岡田家を継いだ次男の啓吉は、勤王思想に傾倒し武市瑞山を首領とする土佐勤皇党に58番目の志士として加盟。多くの破壊工作に手を染めた後、土佐勤皇党の獄によって一時、行き場を失うも幕末の時代を生き延びている。
慶応元年（1865年）閏5月13日（以蔵処刑の2日後）、支配頭へ不容易な書面を出したとして御叱り（譴責）の処分を受けている。その後、同年6月7日に57歳で死去した。

## 登場作品
小説
- 『人斬り以蔵』（司馬遼太郎）
- 『絵金、闇を塗る』（木下昌輝）
- 『人斬り以蔵の道理』（吉川永青）

漫画
- 『サムライせんせい』（黒江S介）
- 『竜馬がゆく』（原作:司馬遼太郎、作画:鈴ノ木ユウ）